# Wściekłość i sprawiedliwość
Wściekłość i sprawiedliwość (tytuł oryg. Rage and Honor) to amerykański film fabularny z 1992 roku, wyreżyserowany przez Terence’a H. Winklessa, z Brianem Thompsonem i Cynthią Rothrock obsadzonymi w rolach głównych.

## Obsada
- Cynthia Rothrock − Kris Fairchild
- Brian Thompson − Conrad Drago
- Richard Norton − Preston Michaels
- Terri Treas − Rita Carrion
- Catherine Bach − kapitan Murdock
- Stephen Davies − Baby
- Patrick Malone − Paris Armstrong
- Roger Yuan − Dave